# Schlangenboot

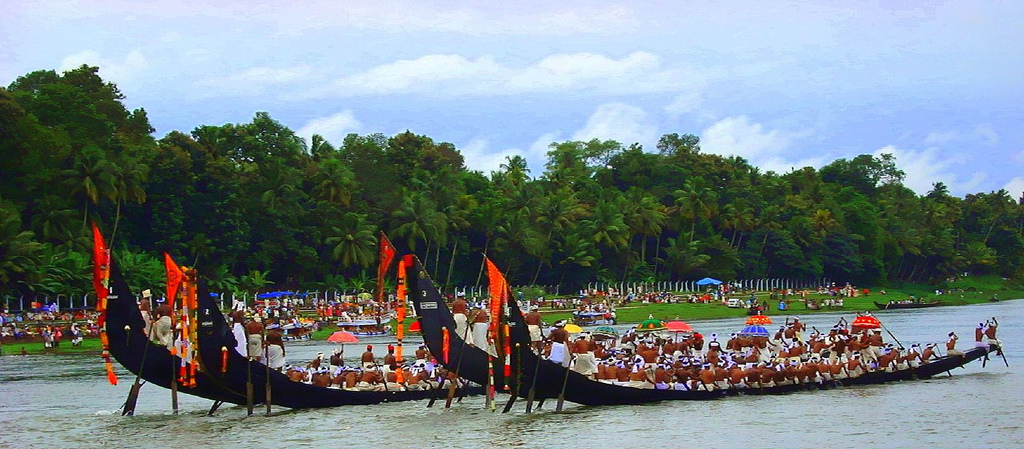
Chundan Vallam

Ein Schlangenboot oder Chundan Vallam (Malayalam: ചുണ്ടൻ വളളം), ist ein besonders langes, offenes Paddelboot, das insbesondere im südindischen Bundesstaat Kerala verbreitet ist.
Bootsrennen mit Chundan Vallam werden traditionell auf Kanälen in den Backwaters ausgetragen. Der Rhythmus wird über Rufe weitergegeben. Der Steuermann am Heck sowie die Paddler in den letzten Reihen stehen während der Fahrt. Die Anzahl der Paddler liegt zwischen 64 und 128 Mann pro Boot.